# 宮帯文庫
宮帯文庫（みやおびぶんこ）は、京都市上京区にある専門図書館。日本の古典籍を収蔵する。別名擁翠亭文庫。
古典籍の大部分は安土桃山時代から江戸時代の茶書（茶道書）であり、また戦前の美術品売立目録数は全国三指に数えられる。ほかに茶人の書状などを収蔵する。

## 沿革
2006年（平成18年）に宮下玄覇が宮帯出版社発足と同時に始めたものである。2013年に上京区から北区に移転したが、2015年に元地に戻った。同時に擁翠亭文庫から名称も戻された。

## 活動
茶書研究会の会員向けに公開する私設の専門図書館（閲覧は予約制）であると同時に、収蔵品を一般に公開・貸し出しする活動も行っている。